# 陸皓東
陸 皓東（りく こうとう、1868年 - 1895年11月7日）は清末の革命家。孫文の幼馴染であり、現在は中国国民党の党旗である青天白日旗を第一次広州起義に際しデザインした人物。名は陸中桂であるが、一般に号を利用した陸皓東と称される。字は献香。
英語ができたことから上海で電報局の翻訳生をしていたが、早くに父を亡くしたため、故郷に戻って隣村の女を娶った。孫文の故郷とは遠くない距離にあり、しばしば互いに往来して時事問題を談じていたという。孫文の革命活動にも早くから参加し、革命機関部として広州に設けられた農学舎に出入りしてその運動に従事。1895年の香港での興中会の設立に関わった。同年10月、第一次広州起義による革命の本拠地構築を計画したが、不備あって銃器600挺が海関当局に差し押さえられて機密が漏洩、陸皓東は逮捕されのちに処刑された。孫文により共和革命での最初の犠牲者と評価されている。